# Tovarna
Tovarna (iz latinščine fabrica - delavnica preko francoščine fabrique; tudi fabrika) je večji industrijski objekt, ki temelji na serijski ali masovni proizvodnji.
Večje število delavcev, ki imajo razporejano delo (posamično ali v skupinah) in določeno delovno mesto, proizvajajo izdelke iz kupljenega blaga (predelovalna industrija) (na primer prozvodnja avtomobilov, televizorjev, ...) ali pa nadzorujejo stroje, ki pretvarjajo surovine v izdelke (procesna industrija) (na primer: tovarna cementa, tovatna acetilena, ...). Tako tovarna združuje in koncentrira vire - delovno silo, kapital in proizvodnjo. Tako je izjemno povečala produktivnost glede na manufakturo in enostavno kooperacijo.

## Zgodovina
Prva tovarna je bila ustanovljena leta 1774 v Angliji. Z uvedbo parnega stroja se je povečala produktivnost tovarn in njihova razširjenost se je povečala; sprva po Evropi, nato pa še v ZDA.
Naslednji revolucijski dogodek se je zgodil v začetku 20. stoletja, ko je Henry Ford uvedel tekoči trak in tako začel masovno proizvodnjo, kar je še povečalo produktivnost.
Z razvojem tehnologije (predvsem računalnikov in njihovem uvajanju v tovarne) se je začelo zmanjševati število tovarniških delavcev, saj so jih v večji meri nadomestili stroji, predvsem pa strokovni delavci, ki upravljajo s stroji in jih krmilijo.